# Sabine Hack
Sabine Hack   (Ulm, 12 de juliol de 1969) és una extenista alemanya. Va guanyar un total de quatre títols individuals i un més en dobles, que li van permetre arribar a la tretzena posició del rànquing individual femení. Fou habitual la seva participació en l'equip alemany de la Copa Federació i va guanyar el títol en l'edició de 1992.

## Palmarès: 6 (4−1−1)

### Individual: 8 (4−4)
| Llegenda                     |
| ---------------------------- |
| Grand Slam (0−0)             |
| WTA Tour Championships (0−0) |
| Tier I (0−0)                 |
| Tier II (1−1)                |
| Tier III (1−0)               |
| Tier IV (1−2)                |
| Tier V (1−1)                 |

| Títols per superfície |
| --------------------- |
| Dura (1−0)            |
| Gespa (0−0)           |
| Terra batuda (3−4)    |

| Resultat   | Núm. | Data                  | Torneig               | Superfície   | Oponent           | Marcador         |
| ---------- | ---- | --------------------- | --------------------- | ------------ | ----------------- | ---------------- |
| Finalista  | 1.   | 24 de juliol de 1989  | Båstad, Suècia        | Terra batuda | Katerina Maleeva  | 1−6, 3−6         |
| Guanyadora | 1.   | 2 de desembre de 1991 | São Paulo, Brasil     | Terra batuda | Veronika Martinek | 6−3, 7−5         |
| Finalista  | 2.   | 22 de març de 1993    | Houston, Estats Units | Terra batuda | Conchita Martínez | 3−6, 2−6         |
| Guanyadora | 2.   | 25 d'octubre de 1993  | Curitiba, Brasil      | Terra batuda | Florencia Labat   | 6−2, 6−0         |
| Guanyadora | 3.   | 23 de març de 1994    | Houston               | Terra batuda | Mary Pierce       | 7−5, 6−4         |
| Guanyadora | 4.   | 2 de gener de 1995    | Jakarta, Indonèsia    | Dura         | Irina Spîrlea     | 2−6, 7−6(6), 6−4 |
| Finalista  | 3.   | 10 de juliol de 1995  | Palerm, Itàlia        | Terra batuda | Irina Spîrlea     | 6−7(1), 2−6      |
| Finalista  | 4.   | 15 de juliol de 1996  | Palerm (2)            | Terra batuda | Barbara Schett    | 3−6, 3−6         |

### Dobles: 2 (1−1)
| Llegenda                     |
| ---------------------------- |
| Grand Slam (0−0)             |
| WTA Tour Championships (0−0) |
| Tier I (0−0)                 |
| Tier II (0−0)                |
| Tier III (0−0)               |
| Tier IV (1−0)                |
| Tier V (0−1)                 |

| Títols per superfície |
| --------------------- |
| Dura (0−0)            |
| Gespa (0−0)           |
| Terra batuda (1−1)    |

| Resultat   | Núm. | Data                 | Torneig          | Superfície   | Parella           | Oponents                          | Marcador    |
| ---------- | ---- | -------------------- | ---------------- | ------------ | ----------------- | --------------------------------- | ----------- |
| Finalista  | 1.   | 1 d'agost de 1988    | Atenes, Grècia   | Terra batuda | Silke Frankl      | Sabrina Goleš Judith Wiesner      | 2−6, 6−7(4) |
| Guanyadora | 1.   | 25 d'octubre de 1993 | Curitiba, Brasil | Terra batuda | Veronika Martinek | Cláudia Chabalgoity Andrea Vieira | 6−2, 7−6(4) |

### Equips: 1 (1−0)
| Resultat   | Núm. | Data                 | Torneig                             | Superfície   | Equip                                  | Oponents                                  | Marcador |
| ---------- | ---- | -------------------- | ----------------------------------- | ------------ | -------------------------------------- | ----------------------------------------- | -------- |
| Guanyadora | 1.   | 19 de juliol de 1992 | Copa Federació, Frankfurt, Alemanya | Terra batuda | Anke Huber Barbara Rittner Steffi Graf | Conchita Martínez Arantxa Sánchez Vicario | 2−1      |

## Trajectòria

### Individual
| Open d'Austràlia | A   | A  | A  | 1R | 3R | 2R | 4R | 1R | 2R | 1R  | 0 / 7 | 7 − 7  |
| Roland Garros | 1R  | 1R | 2R | 2R | 4R | 3R | QF | 1R | 1R | A   | 0 / 9 | 11 − 9 |
| Wimbledon | A   | A  | A  | A  | 2R | 1R | 1R | A  | A  | A   | 0 / 3 | 1 − 3  |
| US Open | A   | A  | 1R | 1R | 3R | 3R | 1R | 2R | 1R | A   | 0 / 7 | 5 − 7  |
| Rànquing a final d'any | 141 | 74 | 45 | 90 | 35 | 24 | 19 | 40 | 43 | 521 |       |        |
| Llegenda: G: Guanyadora; F: Finalista; SF: Semifinalista; QF: Quarts de final; Q: Qualificació; A: Absent; RR: Round Robin |     |    |    |    |    |    |    |    |    |     |       |        |

Fonts: